# Pensacola and Atlantic Railroad
Die Pensacola and Atlantic Railroad (P&A) war eine US-amerikanische Eisenbahngesellschaft im Güterverkehr. Die Gesellschaft wurde am 4. März 1881 gegründet. Zwei Jahre später wurde durch sie die rund 260 km lange Bahnstrecke von Pensacola ostwärts bis zum Apalachicola River nahe Chattahoochee eröffnet. Die Gründer der Gesellschaft waren William D. Chipley und Frederick DeFuniak; nach ihnen wurden zwei Städte entlang der Strecke (Chipley und DeFuniak Springs) zu deren Ehren benannt. Im Jahre 1891 wurde die P&A von der Louisville and Nashville Railroad (L&N) übernommen.

## Geschichte

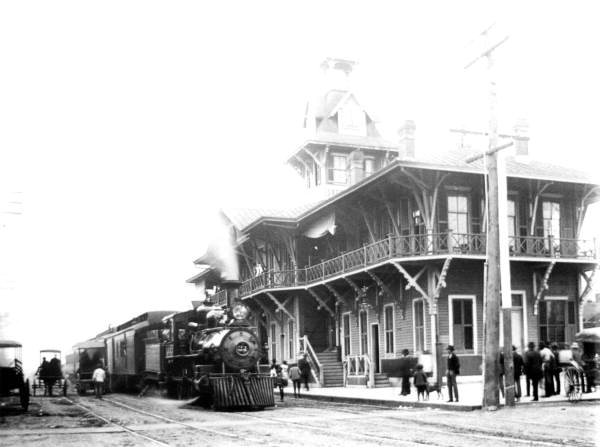
Bahnhof Pensacola

Die Strecke erschloss erstmals das Florida Panhandle und schuf zusammen mit der 1860 eröffneten Florida, Atlantic and Gulf Central Railroad (FA&G) und der 1863 erbauten Pensacola and Georgia Railroad (P&G) eine Verbindung von Pensacola bis zur Atlantikküste, woraus sich der Name der Gesellschaft herleitet.
William Chipley war vor der Gründung der P&A der Geschäftsführer der Pensacola Railroad. Deren Vorgängergesellschaften waren die Pensacola and Louisville Railroad und ursprünglich die Alabama and Florida Railroad (A&F). 1861 eröffnete die A&F eine von Chipley maßgeblich geförderte, 71 km lange Verbindung von Pensacola nordwärts nach Pollard in Alabama, wo ein Anschluss an die L&N hergestellt wurde. Am 20. Oktober 1880 wurde die Pensacola Railroad eine Tochter der L&N, deren Geschäftsführer Frederick DeFuniak war.
Mit der Gründung der P&A wurde DeFuniak zu deren Präsident und Chipley zum Vizepräsident sowie Betriebschef. Am 9. Mai 1881 erwarb die L&N die Mehrheit der Kapitalanteile an der Gesellschaft und übernahm sie im Jahre 1891 schließlich komplett.
Die Bauarbeiten für die Strecke von Pensacola bis zum Apalachicola River begannen offiziell am 1. Juni 1881 und wurden innerhalb von 22 Monaten vollendet. Hierzu wurde das Baumaterial und Lokomotiven an zwei Stellen transportiert: Zum einen über die Pensacola Bay und den Blackwater River nach Milton und zum anderen über den Choctawhatchee River zum heutigen Caryville. Zwischenzeitlich wurde der Baufortschritt durch den Ausbruch von Malaria erschwert. Ein generelles Problem war zudem die schwierige Versorgung der Bauarbeiter in der extrem dünn besiedelten Gegend. Am 22. August 1882 wurde das längste Brückenbauwerk der Strecke, eine rund 4 Kilometer lange Trestle-Brücke über die Escambia Bay, eingeweiht.
Im Februar 1883 wurde die Strecke bis zum Westufer des Apalachicola River vollendet und im April schließlich eine Brücke zum am Ostufer befindlichen Chattahoochee eröffnet. Bis zur Eröffnung der Brücke wurde ein Fährverkehr über den Fluss für die Passagiere eingerichtet. Die Strecke wurde ursprünglich als Breitspurbahn (1524 mm) erbaut und zehn Jahre später in Normalspur (1435 mm) umgewandelt.

## Streckenbetrieb

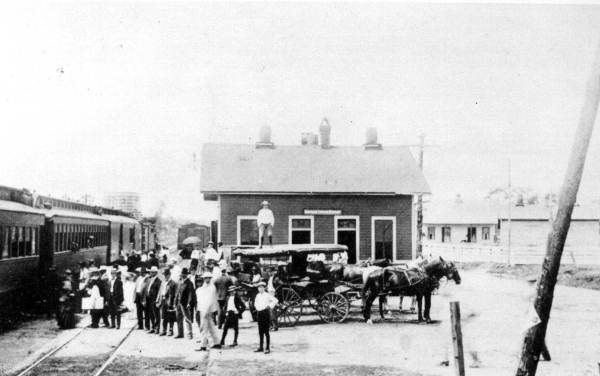
Bahnhof Milton

Der Betrieb auf der Strecke von Pensacola über Tallahassee nach Chattahoochee (bis 1941: River Junction) wurde in der ersten Maiwoche des Jahres 1883 aufgenommen. Ein Abzweig von River Junction nach Climax in Georgia wurde 1882 durch die Savannah, Florida and Western Railroad eröffnet, wodurch eine Verknüpfung zwischen der P&A und dem Plant System entstand. Auf der P&A-Hauptstrecke wurden von Beginn an Direktverbindungen von Pensacola bis Jacksonville an der Ostküste Floridas eingerichtet. Dabei wurde zwischen Chattahoochee und Jacksonville die bereits existierende Strecke der Florida Central and Peninsular Railroad sowie deren Vorgängergesellschaften genutzt.
Die durchschnittliche Geschwindigkeit auf der Strecke Pensacola – Chattahoochee betrug 1885 ostwärts 42 km/h und westwärts 51 km/h, was eine Fahrtzeit von etwa sechs Stunden bedeutete. 1882 ging die Pensacola and Fort Barrancas Railroad, die seit 1870 einen Abzweig von Pensacola zum Fort Barrancas betrieb, in der P&A auf.

### Weitere Entwicklung
Im Jahr 1894 wurde durch die Yellow River Railroad (die 1906 in der L&N aufging) von Crestview eine Abzweig nach Florala in Alabama eröffnet. Weitere Verknüpfungen erfolgten mit der Atlanta and St. Andrew’s Bay Railway, mit der Apalachicola Northern Railroad und mit der Marianna and Blountstown Railroad.
Die Florida Central and Peninsular Railroad (Abschnitt Chattahoochee – Jacksonville) ging 1903 in der Seaboard Air Line Railroad (SAL) auf, die wiederum 1967 mit der Atlantic Coast Line Railroad (ACL) zur Seaboard Coast Line Railroad (SCL) fusionierte. Die SCL fusionierte schließlich 1982 mit der L&N zur Seaboard System Railroad, welche nun die Eigentümerin der kompletten Linie von Pensacola nach Jacksonville war. 1952 wurde ein Abzweig zur Eglin Air Force Base errichtet. Eine geplante Strecke von Crestview nach Shalimar wurde nicht verwirklicht.
Von 1949 bis 1971 wurde die Strecke vom Fernzug Gulf Wind von L&N und von 1993 bis 2005 vom Sunset Limited der Bahngesellschaft Amtrak befahren. Letzterer verkehrte ursprünglich von Orlando in Florida bis nach Los Angeles in Kalifornien. Nach den Auswirkungen des Hurrikans Katrina wurde die Linie jedoch auf die Strecke New Orleans – Los Angeles verkürzt. Der einzige Schienenverkehr auf der Strecke der früheren P&A besteht seitdem aus Gütertransporten, die von der Bahngesellschaft (und Eigentümerin der Strecke) CSX Transportation durchgeführt werden. Parallel zu der Bahnstrecke, teilweise in Sichtweite, verlaufen die Interstate 10 und der U.S. Highway 90.